# Сухуф
Сухуф (араб. صحف‎ —  свитки‎), в исламе — свитки, в которых были Божественные откровения, ниспосланные отдельным пророкам. В единственном числе — сахифа. Сухуфы были ниспосланы пророкам Адаму (10 сухуфов), Шису (50), Идрису (30) и Ибрахиму (10). Остальные откровения были ниспосланы в виде книг. Пророку Мусе был ниспослан Таурат, Давуду — Забур, Исе — Инджиль, а Мухаммаду — Коран. Каждый мусульманин обязан верить в ниспослание этих свитков.

## Свитки Ибрахима
О свитках Ибрахима упоминается в Коране, в сурах «ан-Наджм» («Звезда») и «аль-Аля» («Высочайший»).

Наставляй же людей, если напоминание принесёт пользу. ۝ Воспримет его тот, кто страшится, ۝ и отвернётся от него самый несчастный, ۝ который войдёт в Огонь величайший. ۝ Не умрёт он там и не будет жить. ۝ Преуспел тот, кто очистился, ۝ поминал имя своего Господа и совершал намаз. ۝ Но нет! Вы отдаёте предпочтение мирской жизни, ۝ хотя Последняя жизнь – лучше и дольше. ۝ Воистину, это записано в первых свитках – ۝ свитках Ибрахима (Авраама) и Мусы (Моисея).
—  87:9—19 (Кулиев)

Разве ему не поведали о том, что было в свитках Мусы (Моисея) ۝ и Ибрахима (Авраама), который выполнил повеления Аллаха полностью? ۝ Ни одна душа не понесёт чужого бремени. ۝ Человек получит только то, к чему он стремился. ۝ Его устремления будут увидены, ۝ а затем он получит воздаяние сполна.
—  53:36—41 (Кулиев)